# Gustaf Ljungberger
Gustaf Ljungberger (født 1734, død 5. november 1787) var en svensk medaljør.
Ljungberger var elev af Fehrman og
en tid hans medhjælper, studerede fra 1763 nogle år på Akademiet i Paris (under Vanloo
og Boucher), vendte efter et Italien-Ophold hjem 1767, blev næste år Prof. i Tegning ved
Akademiet, efter Fehrman’s Død Medaillør. Som Medaillekunstner gjorde L. Lykke med
dygtige Portrætter og ved sine Kompositioners — i Forhold til Datidens Kunst — rene
Formgivning: Medailler over det kgl. Sølvbryllup (1769), De Geer, Sahlgren, Malerakademiets store Medaille og mange andre.